# Cleistogenes hackelii
Cleistogenes hackelii är en gräsart som först beskrevs av Masaji Masazi Honda, och fick sitt nu gällande namn av Masaji Masazi Honda. Cleistogenes hackelii ingår i släktet Cleistogenes, och familjen gräs. Inga underarter finns listade i Catalogue of Life.